# غسوله
غسوله (به عربی: غسولة) یک روستا در سوریه است که در منطقه دوما واقع شده‌است.
 غسوله  ۳٬۲۷۲ نفر جمعیت دارد.